# ۶ ذی‌الحجه
۶ ذیحجه، ششمین روز از ماه ذیحجه در تقویم هجری قمری است.
در تقویم هجری قمری قراردادی این روز سیصد و سی و یکمین روز سال است.

## وقایع
- کشته شدن حاجیان در مکه (۱۴۰۷ ق)

## زادگان
- «محمد بن همام» محدث شهیر ایرانی (۲۵۸ ق)

## درگذشتگان
- ۱۱۵۸ - نورالدین جزایری فقیه جعفری و نویسندهٔ دینی ایرانی صفوی.